# Tysknamibier
Tysknamibier (tyska: Deutschnamibier) är personer i Namibia som är släkt med tyskar som koloniserade Namibia (Tyska Sydvästafrika). Idag finns det drygt 30 000 namibier av tyskt ursprung. 2011 uppgav 20 000 namibier att deras modersmål var tyska. De flesta tysktalande bor i huvudstaden Windhoek, Swakopmund och Lüderitz. Många tyskättlingar är verksamma inom näringsliv, turism och boskapsskötsel. Ett viktigt diskussionsforum är den tyskspråkiga tidningen Allgemeine Zeitung. Det finns också en grupp på 400 namibier som växte upp i DDR men som skickades tillbaka till Namibia 1990.
Många ortsnamn och byggnader från den tyska kolonialtiden präglar även idag stadsbilden i flera av Namibias städer, bland annat Hohenzollernhaus i Swakopmund,  Goerke-Haus i Lüderitz och de fyra Sander-borgarna (Heinitz-, Schwerins- och Sanderburg i Windhoek och Schloss Duwisib utanför Maltahöhe). Det finns även flera militära anläggningar kvar från kolonialtiden, bland annat Alte Feste i Windhoek och lasarettet i Swakopmund samt järnvägsstationer runt om i landet.

## Historia
De första tyskarna i Namibia var missionärer från Londoner Mission och senare Rheinische Mission. Dessa två institutioner arbetade nära tillsammans och missionärer slog sig ned i Sydvästafrika från 1805. I deras spår följde handlare, från 1883 tyska byråkrater, nybyggare, hantverkare och soldater. 1884 blev Sydvästafrika den tyska kolonin Tyska Sydvästafrika. Nu ökade den tyska invandringen och den nådde en topp 1908 på grund av diamanter hittade i området.